# Plaza Grau (Callao)
La Plaza Grau está ubicada el Callao, Perú.  Actualmente se divide en dos plazas: Emilio San Martín y Grau.
La plaza Grau se encuentra junto al Paseo de las anclas, el muelle de Guerra y Dársena, con el faro de La Marina con su reloj inglés. Está rodeado por los edificios de la Capitanía de Puerto, el cuartel del Arsenal, Correos y Telégrafos, actualmente funciona como Museo Naval del Perú y el edificio de la Dirección General de Capitanías y Guardacostas.
En la plaza se realizan las principales ceremonias del Callao como el lanzamiento del cañón del pueblo cada primer domingo del mes y la realización de la ofrenda de floral al mar por el día de San Pedro, patrono de los pescadores.

## Historia
El lugar era conocido hacia 1800 como el "Óvalo de los Pescadores". Se edificada en el año 1857 como Plaza de la Constitución por haber sido escenario de los enfrentaron entre los “constitucionalistas”, que defendían al gobierno de Ramón Castilla contra la insurrección del general Manuel Ignacio de Vivanco, en ese mismo año, Callao pasó a ser Provincia Constitucional.
Conocida como Plaza de la Victoria hacia 1885, el trazado original de la plaza corresponde al ingeniero Santiago Basurco.
El 15 de julio de 1890 los restos de Miguel Grau habían retornado, desembarcado en el histórico Muelle de Guerra, para su traslado a Lima. El 13 de enero de 1891, presidido por entonces por el Dr. Hermógenes Maurtua, el Concejo acordó la construcción de una plaza destinada a conmemorar a Miguel Grau Seminario.
La parte más antigua de la plaza tomó el nombre Emilio San Martín, patrono de los guardacostas peruanos, quien en 25 de mayo de 1880 se inmoló en la bahía del Callao durante la Guerra del Pacífico. Está plaza está ubicado en las calle Manco Cápac, Constitución, Adolfo King y Daniel Nieto.